# خلیل‌آباد (هند)
خلیل‌آباد (به انگلیسی: Khalilabad) یک شهر در هند است که در بخش سان کبیر ناگار واقع شده‌است.

## خصوصیات
خلیل‌آباد ۱٬۶۵۹٫۱۵ کیلومترمربع مساحت و ۴۷٬۸۴۷ نفر جمعیت دارد و ۶۹ متر بالاتر از سطح دریا واقع شده‌است.